# Carta de Londres
La Carta de Londres, Carta de Núremberg o Estatuto de Londres del Tribunal Militar Internacional, firmado en 1945 entre Francia, Estados Unidos, Reino Unido y la Unión Soviética, es el documento que fijó los principios y procedimientos por los cuales se rigieron los Juicios de Núremberg. Fue publicada el 8 de agosto de 1945, 3 meses después del Día de la Victoria aliada en la Segunda Guerra Mundial, como anexo al Acuerdo de Londres.
En términos legales, los procedimientos establecidos en este texto son más cercanos al Derecho continental europeo que al Common Law en cuanto a la producción de la prueba, el juicio ante un tribunal compuesto por jueces y no por jurado y la generación de contraevidencia. Se podía apelar ante el Alto Consejo Aliado de Control de la Alemania Ocupada.
En cuanto a su contenido material, la Carta de Londres estableció que el Tribunal sería competente para conocer de los crímenes de guerra, contra la humanidad y contra la paz.
Pese a que las reglas contenidas en su parte sustancial estaban previstas inicialmente sólo para los procesos contra los líderes de la Alemania nazi, fueron aplicadas en el enjuiciamiento de crímenes internacionales en Asia, en el ex Yugoslavia y en Ruanda. La Carta sirvió también como base para la creación del Estatuto de Roma, que creó la Corte Penal Internacional el año 1998.